# Jin Shuren
Jin Shuren (en chino tradicional, 金樹仁; en chino simplificado, 金树仁; pinyin, Jīn Shùrén; Wade-Giles, Chin Shu-jen; c. 1883-1941) fue un señor de la guerra chino que fue gobernador de Sinkiang entre 1928 y 1933.

## Biografía
Jin Shuren nació en Gansu en torno a 1883. Se graduó en la Academia Provincial de Gansu y luego fue el director en la escuela normal provincial. Entró al Servicio Civil Imperial, en donde llamó la atención de Yang Zengxin, que en esa época era Magistrado de Distrito de Hezhou. Cuando Yang fue nombrado Gobernador de Sinkiang en 1908, Jin lo siguió como Magistrado de Distrito. Tras el colapso de la Dinastía Qing en 1911, Jin ascendió a través de los distintos rangos durante el gopbierno absoluto de Yang sobre el Sinkiang. En 1927 fue nombrado Comisionado Provincial para Asuntos Civiles en Ürümqi, puesto que conservó hasta el asesinato de Yang en julio de 1928.
Tras suceder a Yang en el cargo, Jin envió un telegrama a Nanking pidiendo el reconocimiento del Kuomintang. El Kuomintang no tuvo más opción que reconocer a Jin como nuevo gobernador, pero bajo una nueva terminología, a diferencias de su predecesor Yang que ostentó los cargos de Gobernador Provincial y Militar.
Inmediatamente tras tomar el poder, Jin tomó pasos para fortalecer su poder, incrementando el número de la policía secreta, doblando los salarios del ejército y la policía e introduciendo nuevos uniformes. Posteriormente, el tamaño del ejército fue incrementado y se adquirieron nuevas armas. El sistema The administrativo permaneció intacto, mientras Jin continuó las prácticas nepotistas y regionalistas de su predecesor. Subsequentemente, antiguos oficiales de Yunnan, tanto chinos Han como Hui fueron reemplazados por Han de Gansu, especialmente de la región de Hezhou. Nombró a su hermano Jin Shuhsin como Comisionado Provincial para Asuntos Militares y a otro hermano llamado Jin Shuchih le otorgó un puesto militar importante en Kashgar.
Jin expandió el sistema de censura y vigilancia interna de Yang. Además de incrementar la fuerza de la policía secreta y la ordinaria, introdujo pasaportes internos, lo cual le dio un mayor control sobre los viajes internos, fortaleciendo la seguridad interna, así como le posibilitó una fuente adicional de ingresos para su administración. Viajar fuera de la provincia se hizo casi imposible.
El gobierno de casi media década de Jin sobre el Sinkiang se caracterizó por el aumento de la corrupción, la represión y la turbulencia. Se intensificaron los conflictos étnicos y religiosos, lo cual resultó en numerosas revueltas contra su régimen y su eventual derrocamiento. Jin confiscó las tierras de las poblaciones locales túrquicas para redistribuírlas entre los chinos, pero le otorgó dichas tierras a sus asociados personales. Dicho engaño causó que los pueblos túrquicos odiaran a los chinos étnicos. Jin también favoreció a los Han sobre los pueblos túrquicos (como los uigures) e intensificó los conflictos étnicos entre los uigures y los chinos. En abril de 1933 las tropas de rusos blancos de Jin cambiaron de bando, alentando revueltas en Sinkiang, poniendo fin a su régimen y forzándolo a huir a la URSS. Fue sucedido por Sheng Shicai. Jin provocó la ira del Kuomintang (KMT) cuando, sin su aprobación, firmó un acuerdo de armas tcon la Unión Soviética. El General Ma Zhongying se alió con el KMT y sus tropas se convirtieron en la 36.ª División del Ejército Nacional Revolucionario. Ma recibió la orden de derrocar a Jin. Sin embargo, Jin fue derrocado tras la Primera Batalla de Urümqi (1933) por las tropas de rusos blancos del Coronel Pavel Pappengut. Cuando él regresó a China en octubre de 1933 fue arrestado por el KMT, sometido a juicio en marzo de 1935 y sentenciado a tres años de prisión. Sin embargo, el KMT lo perdonó el 10 de octubre de 1935 y fue liberado al día siguiente. Falleció en 1941.